# Baugy, Cher
För andra platser med samma namn, se Baugy.
Baugy är en kommun i departementet Cher i regionen Centre-Val de Loire i de centrala delarna av Frankrike. Kommunen ligger  i kantonen Baugy som tillhör arrondissementet Bourges. År 2022 hade Baugy 1 610 invånare.

## Befolkningsutveckling
Antalet invånare i kommunen Baugy
Referens:INSEE

## Kända personer med kopplingar till kommunen
- Henri Lemeuthe (1856-1929), fransk poet